# Cesare Fracassini
Cesare Fracassini (Roma, 18 dicembre 1838 – Roma, 13 dicembre 1868) è stato un pittore italiano.

## Biografia

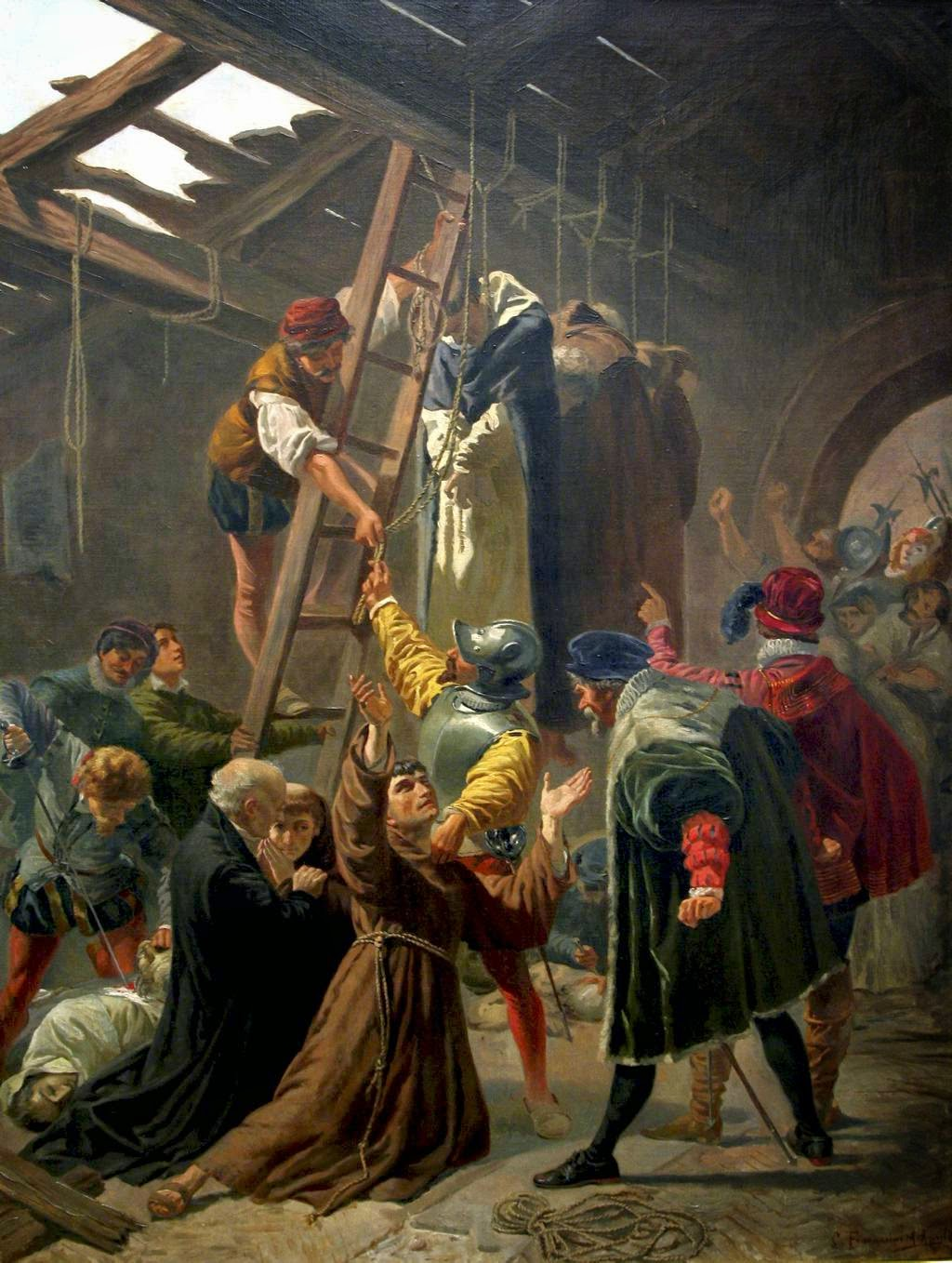
I Martiri Gorcomiensi (Vaticano)
Cesare Fracassini (1838-1868)

Nacque a Roma da Paolo Serafini di Orvieto e Teresa Iacobini romana. Il padre in seguito assunse il cognome del padrino Domenico Fracassini, diventando Paolo Serafini Fracassini, come ricorda Cesare nelle sue Memorie . Studiò all'Accademia di San Luca e divenne presto un pittore molto attivo, il cui stile accademico-naturalista era molto apprezzato nella Roma papalina e in provincia, dividendosi fra le commesse religiose e opere di ambiente teatrale.
Tra le sue opere, la decorazione del Teatro Mancinelli di Orvieto, con la realizzazione del maestoso sipario raffigurante Belisario che libera Orvieto dai Goti e il plafond dove raffigura le dodici ore in maniera allegorica. Un trionfo del gusto neo-cinquecentesco molto diffuso nel XIX secolo.
Morì a trent'anni di febbre tifoide, lasciando incompiuti gli affreschi nella basilica di S. Lorenzo fuori le mura, con grande compianto del mondo artistico per la sua morte precoce. La città di Roma gli dedicò un busto al Pincio e una via, nel 1920, nel quartiere Flaminio.

## Opere
Si riporta il dettagliato elenco delle sue opere pubblicato con il suo necrologio su Il Buonarroti, Quaderno I, gennaio 1868, pag. 297:
| 1857    | San Girolamo nel deserto per la Chiesa di S Sebastiano extra muros Quadretti di genere mandati e venduti alla esposizione al Popolo Dafne e Cloe mandato e venduto alla esposizione di Firenze |
| 1861    | Sipario del Teatro di Argentina (Numa che ascolta i consigli della Ninfa Egeria) |
| 1862    | Sipario del Teatro di Apollo (Apollo che consegna a Fetonte il carro del Sole, colle Ore e l'Aurora) Figure nel soffitto del Teatro stesso |
| 1863    | Lunetta al Campo Santo al di sopra del monumento Barbosi (Il figlio della Vedova) |
| 1864-66 | Sipario del Teatro di Orvieto (Orvieto assediata da Goti e liberata da Belisario) soffitto e tre figure della bocca d'opera del medesimo Teatro |
| 1864    | Quadro per la beatificazione del P. Michele Canisio ora nella nuova Pinacoteca Vaticana Figure sull'arco maggiore avanti l'absida nella Basilica Laurenziana. Seguitò più tardi questa commissione l'altra avuta dal Pontefice di storiare in otto grandi quadri le pareti al di sopra della grande navata di questa basilica ma fattine tre soli ed eseguito il cartone del quarto fu rapito da morte. |
| 1865    | Quadro per la beatificazione di Maria Alacoque Presso le Religiose del suo ordine Quadro per la beatificazione del P. Berchmans presso i PP Gesuiti |
| 1866    | Quadro per l'americano sig Aspinoal (Sbarco del Colombo a S Salvatore) |
| 1867    | Quadro per la canonizzazione dei martiri Gerocomiesi ora nella nuova Pinacoteca Vaticana Sala nel Palazzo in S Pietro Montorio restaurato dal principe Torlonia |
| 1868    | Bozzetto d'un quadro da porsi in fondo alla basilica Laurenziana (Ora nelle mani di S.S.) |